# Andrea Caron
Andrea Caron (ur. 14 czerwca 1848 w Rosà, zm. 29 stycznia 1927 na Monte Cassino) – włoski duchowny rzymskokatolicki, biskup Cenedy i arcybiskup Genui.

## Biografia
Andrea Caron urodził się 14 czerwca 1848 w Rosà w należącym do Austrii Królestwie Lombardzko-Weneckim. 28 lipca 1872 otrzymał święcenia prezbiteriatu i został kapłanem diecezji Vicenza.
25 sierpnia 1905 papież Pius X mianował go koadiutorem biskupa Cenedy i biskupem tytularnym Argosu. 1 października 1905 przyjął sakrę biskupią z rąk biskupa Vicenzy Antonio Feruglio. Współkonsekratorami byli biskup Treviso bł. Andrzej Jacek Longhin OFMCap oraz biskup Concordii Francesco Isola. 8 stycznia 1908, po śmierci poprzednika, został ordynariuszem Cenedy.

### Arcybiskup Genui
29 kwietnia 1912 papież Pius X mianował go arcybiskupem Genui. Papież wybrał na tę katedrę bpa Carona, gdyż był on znany jako antymodernista. W archidiecezji Genui istniało wówczas silne środowisko popierające modernistyczne tezy potępione przez Piusa X pięć lat wcześniej w encyklice Pascendi Dominici Gregis. Należeli do niego również kapłani, na czele z modernistycznym teologiem ks. Giovannim Semerią. Ponadto miasto było silnym ośrodkiem socjalistycznym.
Po ogłoszeniu nominacji dla bpa Carona socjalistyczna prasa rozpętała nagonkę na hierarchę i wzywała do zablokowania jego wyboru. Rząd włoski odmówił udzielenia arcybiskupowi Caronie exequatur (zgody rządu na objęcie diecezji wymaganej przez ówczesne prawo włoskie). Przeciwko nieudzieleniu exequatur zaprotestowała Stolica Apostolska i kapituła metropolitalna. Powstała również petycja popierająca odmowę rządu. Zawierała ona podpisy 450 wpływowych osobowości, wśród nich także promodernistycznich księży.
W odpowiedzi na te wydarzenia Pius X obłożył archidiecezję Genui interdyktem zabraniającym na jej terenie sprawowania funkcji biskupich (cofniętym w marcu 1914, gdy mianowano administratora apostolskiego). Abp Caron oficjalnie pozostawał arcybiskupem Genui, jednak nie mógł pełnić swoich obowiązków.
Pat ten rozwiązano już za panowania nowego papieża, Genueńczyka Benedykta XV. Pod koniec 1914 rząd włoski udzielił arcybiskupowi Caronie exequatur, a ten złożył rezygnację z genueńskiego arcybiskupstwa, którą papież przyjął 22 stycznia 1915, mianując abpa Carone arcybiskupem tytularnym Chalcedonu.
Abp Andrea Caron pełnił później różne funkcje w Rzymie. Zmarł 29 stycznia 1927 w opactwie Monte Cassino.